# Marlene Schmidt
Marlene Schmidt (Breslau, 1937) é uma ex-atriz e rainha da beleza alemã, Miss Alemanha e Miss Universo 1961.
Nascida na Alta Silésia da Alemanha Nazista – hoje Polônia – ela cresceu na então Alemanha Oriental, depois da divisão do país no pós-guerra, formando-se em engenharia elétrica em Jena. Em 1960, ela e sua família fugiram do país, estabelecendo-se em Stuttgart, na então Alemanha Ocidental, onde trabalhou numa empresa de pneumáticos. No ano seguinte, pretendendo ganhar um carro oferecido como prêmio máximo, Schmidt entrou no concurso estadual de beleza de Baden-Württemberg. Com 1,73 m de altura, loira e de olhos negros, ela venceu e além do carro conquistou o direito de representar a região no Miss Alemanha, realizado em Baden-Baden.

## Miss Universo
Marlene venceu o concurso nacional, onde foi considerada uma "figura de Botticelli", e foi para os Estados Unidos representar o país no Miss Universo, em Miami Beach, na Flórida. Competindo com outras 47 candidatas de todo o mundo, ela primeiramente foi a décima alemã consecutiva a passar para as semifinais, algo inédito até então. Mais que isso, acabou vencendo o concurso sobre a galesa Rosemarie Frankland, tornando-se a primeira - e única até hoje - alemã a ser coroada Miss Universo. O nivel desta edição foi tão alto, que Frankland, derrotada por Schmidt no MU, foi eleita Miss Mundo meses depois em Londres, representando o Reino Unido.
Sua vitória, acontecida no auge da Guerra Fria, sendo uma refugiada alemã no Ocidente, foi considerada uma humilhação para o líder alemão-oriental Walter Ulbricht, num ano em que levas de alemães do lado comunista cruzavam as fronteiras fugindo para a Alemanha Ocidental. A imagem de Schmidt coroada em Miami, distribuída ao redor do mundo, mostrava um mundo de oportunidades e glamour jamais imaginado por qualquer menina de um país comunista. Para os governos comunistas, porém, a imagem representava apenas uma peça de propaganda própria, em que criticavam a superficialidade de uma sociedade comercial.
O triunfo de Marlene foi transmitido para o mundo em filmes coloridos, apresentado por Johnny Carson, e visto por dezenas de milhares de alemães-orientais, através de antenas em seus telhados que permitiam captar os sinais da programação do outro lado da fronteira. O jornal da juventude comunista Junge Welt chamou a vitória dela de 'um destes prazeres fugazes do capitalismo de curta duração, que será seguido por uma vida dura numa terra estrangeira pouco amigável': "Você irá reinar apenas por um ano, após o qual o mundo lhe esquecerá".

## Vida posterior
Em 1962, após passar a coroa à sua sucessora, ela se tornou a terceira esposa do ator norte-americano Ty Harding, famoso na época por seu personagem no seriado de faroeste de televisão Bronco, com quem teve uma filha, e começou uma carreira de atriz em Hollywood. Estabelecendo-se nos EUA mesmo após o divórcio, quatro anos depois, Schmidt envolveu-se na indústria de filmes, atuando como atriz, produtora e roteirista em cerca de onze produções cinematográficas, de 1972 a 1986, todos eles de pequena monta e sem grande expressão, a maioria apelando para generosas doses de nudez feminina.
Anos depois, ela resolveu retornar à Alemanha, estabelecendo-se definitivamente na cidade de Saarbrücken, onde voltou a trabalhar como engenheira num fábrica de motores elétricos e casou-se novamente com um professor. Hoje, divorciada pela segunda vez, cuida apenas de sua casa e seus jardins "Aprendi que a vida em Hollywood não era pra mim", declarou, explicando sua decisão de voltar a viver uma vida pacata fora dos holofotes no interior da Alemanha.